# Zonitomorpha antennalis
Zonitomorpha antennalis is een keversoort uit de familie van oliekevers (Meloidae). De wetenschappelijke naam van de soort is voor het eerst geldig gepubliceerd in 1908 door Wellman.